# ۹۹۲ (خورشیدی)
۹۹۲ نهصد و نود و دومین سال هجری خورشیدی است.

## درگذشتگان
- ۱۳ خرداد ـ الله‌وردی خان گرجی، سپهسالار امپراتوری صفویان و حاکم ایالت فارس امپراتوری صفویان.